# Филип Ервайн фон Шьонборн
Филип Ервайн фон Шьонборн (на немски: Philipp Erwein, Freiherr von Schönborn; Philipp Erwein von Schönborn zu Freienfels-Eschbach; * 1607; † 4 ноември 1668) е германски благородник, смятан за основател на икономическия успех на графовете фон Шьонборн.

## Биография
Той е големият син на фрайхер Георг Фридрих фон Шьонборн (1574 – 1613), амтман в Курфюрство Майнц, шериф на господството Рункел, и съпругата му фрайин Мария Барбара фон дер Лайен (1582 – 1631), дъщеря на Филип Ервайн фон дер Лайен († 1593) и Анна дон Хепенхайм/фон Заал († сл. 1572). Брат му Йохан Филип фон Шьонборн (1605 – 1673) е курфюрст и архиепископ на Майнц (от 1647), княжески епископ на Вюрцбург (от 1642) и епископ на Вормс (от 1663). Внук е на Филип он Шьонборн (1542 – 1589) и Агата Донер фон Лорхайм (1553 – 1599, Гайзенхайм). Потомък е на Гизелбрехт фон Шьонборн († сл. 1339) и Силвия фон Крамберг († сл. 1330) и на Хайнрих фон Шьонборн († пр. 1284) и Гизела фон Тифенбах († сл. 1286).
Брат му Йохан Филип го поставя като обер-амтман в Курфюрство Майнц, като наследствен шенк на архиепископския манастир Майнц и като наследствен трухсес на манастир Вюрцбург.
Император Леополд I дава на Филип Ервайн фон Шьонборн и на всичките му наследници титлата благороден панир-господар и го номинира на имперски свободен. Освен това той има титлата имперски дворцов съветник и таен съветник на курфюрство Майнц.
През 1650 г. Филип Ервайн фон Шьонборн купува селището Гайбах с патронатските права над тамошната църква. До 1662 г. той той трябва да поставя бургграф на замък Фрауенщайн. През 1661 г. купува и получава документ на 30 август 1661 г. от император Леополд I господството Хойзенщам в Хесен и строи там от 1663 до 1668 г. дворец Хойзенщам/Шьонборн в стил на Ренесанса. Чрез наследство и покупка той получава земи и владения от двете страни на Рейн, на Майн, в Таунус и Ветерау.
Неговият гроб се намира в църквата на Гайзенхайм в Рейнгау. Наследен е от 14-годишния му син Йохан Ервайн. Синът му Мелхиор Фридрих става граф на Шьонборн-Буххайм и държавен министър на Курмайнц. Най-малкият му син Лотар Франц става курфюрст и архиепископ на Майнц.
Неговите внуци (синовете на син му граф Мелхиор Фридрих фон Шьонборн-Буххайм) са Йохан Филип Франц фон Шьонборн, епископ на Вюрцбург († 1724), Фридрих Карл фон Шьонборн, епископ на Бамберг и Вюрцбург († 1746), кардинал Дамиан Хуго Филип фон Шьонборн, епископ на Шпайер и Констанц († 1743), Франц Георг фон Шьонборн, архиепископ на Трир († 1756) и Рудолф Франц Ервайн фон Шьонборн († 1754), дипломат и композитор.

## Фамилия
Филип Ервайн фон Шьонборн се жени на 19 ноември 1635 г. за фрайин Мария Урсула фон Грайфенклау цу Фолрадс (* 15 юли 1612; † 28 август 1682), дъщеря на фрайхер Хайнрих Грайфенклау фон Фолрадс (1577 – 1638) и Анна Мария цу Елтц (1575 – 1640). Съпругата му е племенница на Георг Фридрих фон Грайфенклау цу Фолрадс, архиепископ на Майнц, епископ на Вормс († 1629). Те имат шестнадесет деца:
- Мария Урсула (* 27 септември 1636; † 21 април 1677), омъжена за фрайхер Хайнрих Фридрих Вамболт фон Умщат († 14 декември 1688)
- Анна Маргарета (* 10 ноември 1637; † сл. 4 август 1676), омъжена за фрайхер Волф Хайнрих фон Метерних († 23 декември 1699)
- Франц Георг (* 6 януари 1639; † 16 юли 1674, Майнц), фрайхер
- Клара Елизабет (* 27 април 1640)
- Ева Катарина (* 11 ноември 1641; † юни 1689)
- Йохан Филип (* 1642; † 1 април 1703), граф
- Мелхиор Фридрих фон Шьонборн-Буххайм (* 16 март 1644, Грос-Щайнхайм при Ханау; † 19 май 1717, Франкфурт на Майн), граф на Шьонборн-Буххайм, държавен министър на Курмайнц, женен в „Св. Лауренц“, Кьолн на 30 април 1668 г. за фрайин Мария Анна София фон Бойнебург (* 16 октомври 1652, Дармщат; † 11 април 1726, Майнц)
- син (*/† 1645)
- Филипина (* 17 март 1646)
- Мария Клара (* 26 септември 1647; † 1716), омъжена 1667 г. за фрайхер Фридрих Дитрих Кемерер фон Вормс-Далберг († 7 юли 1712), син на Волфганг Хартман Кемерер фон Вормс-Далберг (1605 – 1654) и Мария Ехтер фон Меспелбрун (* ок. 1622; † 1663)
- Анна Барбара (* 18 декември 1648; † 6 март 1721, Майнц), омъжена на 17 юни/15 юли 1668 г. в Майнц за граф Лудвиг Густав фон Хоенлое-Валденбург-Шилингсфюрст и Глайхен (* 8 юни 1634; † 21 февруари 1697)
- Ева Розина (* 16 април 1650; † 1715), омъжена за Волф Дитрих Трухзес фон Ветцхаузен (* 12 март 1625; † 1 април 1699)
- Филип Ервайн (* 28 март 1651)
- Катарина Елизабет (* 1 май 1652; † 1707), фрайин, омъжена на 25 ноември 1670 г. за граф Хайнрих фон Глайхен и Хатцфелд (* 1641; † 15 август 1683)
- Йохан Лудвиг (* 10 декември 1653)
- Йохан Ервайн фон Шьонборн (* 13 юли 1654; † 29 ноември 1705), граф на Шьонборн, женен I. за графиня Мария Анна Магдалена Валдбот фон Басенхайм († 5 март 1719), II. за (1702) за фрайин Мария Анна Валдбот фон Басенхайм († 30 април 1702)
- Лотар Франц фон Шьонборн (* 4 октомври 1655; † 16 ноември 1729), княжески епископ на Бамберг (1693 – 1729), курфюрст и архиепископ на Майнц (1695 – 1729).